# Ein starkes Team: Erbarmungslos
Erbarmungslos ist ein deutscher Fernsehfilm von Konrad Sabrautzky aus dem Jahr 1995. Es handelt sich um die zweite Folge der Krimiserie Ein starkes Team mit Maja Maranow und Florian Martens in den Hauptrollen.

## Handlung
Otto Garber geht undercover ins Gefängnis, um dem Entführer Bruno Wirth zur Flucht zu verhelfen. Ziel des Unternehmens ist es, das geheime Versteck des damaligen Lösegelds zu finden. Die Aktion gerät außer Kontrolle. Wirth entzieht sich der erneuten Festnahme und es entwickelt sich eine aufregende Verfolgungsjagd durch Brandenburg. In deren Verlauf wird eine Sparkasse überfallen und es gibt einen Schusswechsel an einer Tankstelle. Kriminalhauptkommissarin Verena Berthold wird selbst zur Geisel und erst in letzter Minute kann Wirth auf einem alten Flugplatzgelände überwältigt werden.

## Hintergrund
Erbarmungslos wurde in Berlin und Brandenburg gedreht und am 23. September 1995 um 20:15 Uhr im ZDF erstausgestrahlt.

## Drehorte (Auswahl)
- Der Sparkassenüberfall wurde Am Markt in Kremmen gedreht
- Die Schießerei war an der Tankstelle in der Falkenseer Straße 162 in Schönwalde-Glien
- Wirths Festnahme erfolgt auf dem Flugplatz Werneuchen

## Kritik
Die Kritiker der Fernsehzeitschrift TV Spielfilm äußerten sich zur zweiten Episode Erbarmungslos wie folgt: „Gute Darsteller in konventioneller Geschichte“. Sie werteten den Film mit dem Daumen nach oben.